# Litauens premiärminister
Litauens premiärminister (litauiska: Lietuvos Respublikos Ministras Pirmininkas) är landets regeringschef. 
Litauen är en parlamentarisk republik där premiärministern och regeringen måste erhålla stöd i den lagstiftande församlingen Seimas för att kunna kvarstå i regeringsställning. Inom 15 dagar efter utnämningen till premiärminister måste denne nominera 13 ministerkandidater för att leda de tretton ministerierna till presidenten. I allmänhet så är det premiärministern som styr landet, implementerar beslut av presidenten och seimas, och upprätthåller diplomatiska förbindelser med främmande stater och mellanstatliga organisationer. Premiärministern representerar Litauen i Europeiska rådet.
Gintautas Paluckas är Litauens premiärminister sedan 21 november 2024.

## Historik
Den nuvarande litauiska premiärministerbefattningen etablerades av den politiska rörelsen Sąjūdis år 1990 i samband med Sovjetunionens sammanfall.
Det fanns också en premiärministerbefattning mellan 1918 och 1940 i den ursprungliga Republiken Litauen som varade från det Ryska kejsardömets fall fram tills Sovjetunionens annektering av Litauen 1940.

## Litauens premiärministrar från 1990
| Nr | Bild                 | Namn                            | Tillträdde | Avgick      | Parti                                                                                         |
| 1. |                      | Kazimira Prunskienė             | 1990-03-17 | 1991-01-10  |                                                                                               |
| 2  |                      | Albertas Šimėnas                | 1991-01-10 | 1991-01-13  | Litauiska kristdemokrater                                                                     |
| 3  |                      | Gediminas Vagnorius             | 1991-01-13 | 1992-07-21  | Fosterlandsförbundet (konservativa, politiska fångar och landsflyktiga, kristliga demokrater) |
| 4  |                      | Aleksandras Abišala             | 1992-07-21 | 1992-12-02  |                                                                                               |
| 5  |                      | Bronislovas Lubys               | 1992-12-02 | 1993-03-10  |                                                                                               |
| 6  |                      | Adolfas Šleževičius             | 1993-03-10 | 1996-02-15  | Litauens demokratiska arbetarparti                                                            |
| 7  |                      | Laurynas Mindaugas Stankevičius | 1996-02-15 | 1996-11-27  | Litauens demokratiska arbetarparti                                                            |
| 8  |                      | Gediminas Vagnorius             | 1996-11-27 | 1999-05-041 | Fosterlandsförbundet (konservativa, politiska fångar och landsflyktiga, kristliga demokrater) |
| 9  |                      | Rolandas Paksas                 | 1999-05-18 | 1999-10-272 | Fosterlandsförbundet (konservativa, politiska fångar och landsflyktiga, kristliga demokrater) |
| 10 |                      | Andrius Kubilius                | 1999-11-03 | 2000-10-26  | Fosterlandsförbundet (konservativa, politiska fångar och landsflyktiga, kristliga demokrater) |
| 11 |                      | Rolandas Paksas                 | 2000-10-26 | 2001-06-203 | Litauens liberala förbund                                                                     |
| 12 |                      | Algirdas Brazauskas             | 2001-07-03 | 2006-06-014 | Litauens socialdemokratiska parti                                                             |
| 13 |                      | Gediminas Kirkilas              | 2006-07-04 | 2008-11-26  | Litauens socialdemokratiska parti                                                             |
| 14 |                      | Andrius Kubilius                | 2008-11-26 | 2012-12-13  | Fosterlandsförbundet – Litauiska kristdemokrater                                              |
| 15 | Algirdas Butkevičius | Algirdas Butkevičius            | 2012-12-13 | 2016-11-14  | Litauens socialdemokratiska parti                                                             |
| 16 | Saulius Skvernelis   | Saulius Skvernelis              | 2016-11-22 | 2020-12-11  | Litauiska bondefolkunionen                                                                    |
| 17 | Ingrida Šimonytė     | Ingrida Šimonytė                | 2020-12-11 | 2024-11-21  | Fosterlandsförbundet – Litauiska kristdemokrater                                              |
| 18 | Gintautas Paluckas   | Gintautas Paluckas              | 2024-11-21 | Sittande    | Litauens socialdemokratiska parti                                                             |

### Tillförordnade premiärministrar
- 1Irena Degutienė 1999-05-04 – 1999-05-18;
- 2Irena Degutienė 1999-10-27 – 1999-11-03;
- 3Eugenijus Gentvilas 2001-06-20 – 2001-07-03;
- 4Zigmantas Balčytis 2006-05-31 – 2006-07-04.